# بيريغو
بيريغو أو برغش حسب الإدريسي (بالفرنسية: Périgueux)‏ هي مدينة وبلدية فرنسية، وتقع في وسط شرق منطقة آكيتين الجديدة. وهي المدينة الرئيسية في إقليمدوردوني منذ عام 1791، يبلغ عدد سكان المدينة 29 912 نسمة في عام 2016، والمنطقة الحضرية بلغ مجموع سكانها أكثر من 103 000 نسمة في نفس العام. تعد بيريغو الحضرية أكثر 96 وحدة سكنية في فرنسا.

## المناخ
يظهر الجدول التالي التغييرات المناخية على مدار السنة لبيريغو:
| البيانات المناخية لـبيريغو        | البيانات المناخية لـبيريغو | البيانات المناخية لـبيريغو | البيانات المناخية لـبيريغو | البيانات المناخية لـبيريغو | البيانات المناخية لـبيريغو | البيانات المناخية لـبيريغو | البيانات المناخية لـبيريغو | البيانات المناخية لـبيريغو | البيانات المناخية لـبيريغو | البيانات المناخية لـبيريغو | البيانات المناخية لـبيريغو | البيانات المناخية لـبيريغو | البيانات المناخية لـبيريغو |
| الشهر                             | يناير                      | فبراير                     | مارس                       | أبريل                      | مايو                       | يونيو                      | يوليو                      | أغسطس                      | سبتمبر                     | أكتوبر                     | نوفمبر                     | ديسمبر                     | المعدل السنوي              |
| --------------------------------- | -------------------------- | -------------------------- | -------------------------- | -------------------------- | -------------------------- | -------------------------- | -------------------------- | -------------------------- | -------------------------- | -------------------------- | -------------------------- | -------------------------- | -------------------------- |
| الدرجة القصوى °م (°ف)             | 18.5 (65.3)                | 23.1 (73.6)                | 27.6 (81.7)                | 29.3 (84.7)                | 32.0 (89.6)                | 38.1 (100.6)               | 38.0 (100.4)               | 40.0 (104.0)               | 36.1 (97.0)                | 31.1 (88.0)                | 23.9 (75.0)                | 19.1 (66.4)                | 40.0 (104.0)               |
| متوسط درجة الحرارة الكبرى °م (°ف) | 8.9 (48.0)                 | 10.4 (50.7)                | 14.4 (57.9)                | 16.9 (62.4)                | 20.8 (69.4)                | 24.0 (75.2)                | 27.0 (80.6)                | 27.2 (81.0)                | 24.0 (75.2)                | 18.8 (65.8)                | 12.9 (55.2)                | 9.7 (49.5)                 | 17.7 (63.9)                |
| المتوسط اليومي °م (°ف)            | 5.1 (41.2)                 | 5.9 (42.6)                 | 8.9 (48.0)                 | 11.2 (52.2)                | 15.0 (59.0)                | 18.1 (64.6)                | 20.6 (69.1)                | 20.5 (68.9)                | 17.4 (63.3)                | 13.6 (56.5)                | 8.7 (47.7)                 | 5.6 (42.1)                 | 12.4 (54.3)                |
| متوسط درجة الحرارة الصغرى °م (°ف) | 1.1 (34.0)                 | 1.4 (34.5)                 | 3.4 (38.1)                 | 5.5 (41.9)                 | 9.2 (48.6)                 | 12.2 (54.0)                | 14.3 (57.7)                | 13.8 (56.8)                | 10.7 (51.3)                | 8.3 (46.9)                 | 4.5 (40.1)                 | 1.6 (34.9)                 | 7.0 (44.6)                 |
| أدنى درجة حرارة °م (°ف)           | −17.5 (0.5)                | −13.7 (7.3)                | −15.1 (4.8)                | −5.0 (23.0)                | −2.0 (28.4)                | 1.0 (33.8)                 | 5.0 (41.0)                 | 1.8 (35.2)                 | 0.0 (32.0)                 | −3.3 (26.1)                | −9.2 (15.4)                | −12.0 (10.4)               | −17.5 (0.5)                |
| الهطول مم (إنش)                   | 83.9 (3.30)                | 65.3 (2.57)                | 70.4 (2.77)                | 81.1 (3.19)                | 81.2 (3.20)                | 73.8 (2.91)                | 71.4 (2.81)                | 65.3 (2.57)                | 53.9 (2.12)                | 74.3 (2.93)                | 81.0 (3.19)                | 68.9 (2.71)                | 874.9 (34.44)              |
| متوسط أيام هطول الأمطار           | 12.4                       | 10.6                       | 11.1                       | 10.6                       | 11.2                       | 9.3                        | 6.4                        | 6.0                        | 6.5                        | 9.5                        | 11.7                       | 10.5                       | 115.8                      |
| المصدر #1: Météo Climat           |                            |                            |                            |                            |                            |                            |                            |                            |                            |                            |                            |                            |                            |
| المصدر #2: Météo Climat           |                            |                            |                            |                            |                            |                            |                            |                            |                            |                            |                            |                            |                            |

## توأمة
لبيريغو اتفاقيات توأمة مع:
- آمبرغ

## أعلام
- باول فور
- جين مورات
- كريم عزيزو
- جوليان دوبوي
- برنارد فيدال
- روبر لاكوست